# Kurijaure
Kurijaure är en sjö i Jokkmokks kommun i Lappland och ingår i Piteälvens huvudavrinningsområde. Sjön är 3 meter djup, har en yta på 0,277 kvadratkilometer och är belägen 272 meter över havet.

## Delavrinningsområde
Kurijaure ingår i det delavrinningsområde (733467-168068) som SMHI kallar för Ovan 733375-168341. Medelhöjden är 285 meter över havet och ytan är 13,76 kvadratkilometer. Räknas de 9 avrinningsområdena uppströms in blir den ackumulerade arean 220,37 kvadratkilometer. Telebäcken (Kuorsjojåkkå) som avvattnar avrinningsområdet har biflödesordning 4, vilket innebär att vattnet flödar genom totalt 4 vattendrag innan det når havet efter 131 kilometer. Avrinningsområdet består mestadels av skog (87 procent). Avrinningsområdet har 0,34 kvadratkilometer vattenytor vilket ger det en sjöprocent på 2,5 procent.